# Eclissi solare del 3 luglio 2084
L'Eclissi solare del 3 luglio 2084, di tipo anulare, è un evento astronomico che avrà luogo il suddetto giorno attorno alle ore 01:50 UTC.
L'eclissi avrà un'ampiezza massima di 377 chilometri e una durata di 4 minuti e 25 secondi.

## Percorso e visibilità
L'eclissi anulare inizierà nella Russia europea a nord-est di Mosca (passando per Yaroslavl, Vologda e Syktyvkar), attraverserà l'Oceano Artico, l'Alaska, la parte occidentale del Canada e terminerà negli Stati Uniti, attraversando gli stati nord-occidentali (Washington, Oregon, Wyoming, California, Nevada e Utah), rispettivamente.

## Eclissi correlate

### Eclissi solari 2083 - 2087
Questa eclissi è un membro di una serie semestrale. Un'eclissi in una serie semestrale di eclissi solari si ripete approssimativamente ogni 177 giorni e 4 ore (un semestre) in nodi alternati dell'orbita della Luna.